# 赫拉多·托拉多
赫拉多·托拉多（Gerardo Torrado Diez de Bonilla，1979年4月30日—），出生於墨西哥首都墨西哥城的西班牙裔足球運動員，父母於1970年代移民到墨西哥，司職防守中場，現時效力國內球會蓝十字（Cruz Azul）。

## 生平

### 球會
拖拉度出身於墨西哥城球會普马斯（Pumas de la UNAM），直到2000年轉到歐洲發展，加盟由賓尼迪斯帶領的西乙球會特內里費，特內里費獲得聯賽季軍及升級西甲。但拖拉度沒有隨隊升級，轉投剛升班到西乙的艾基多（Poli Ejido）；僅一季後獲西甲球會西維爾賞識收歸旗下，由於外援數目的規限，拖拉度在西維爾上陣的機會不多，他於2004年1月3日取得西班牙護照後才獲西維爾再註冊為一隊成員。但翌季西維爾主教練卡柏路斯（Joaquín Caparrós）將他投閒置散，更於11月被棄用，拖拉度隨即以自由身加盟桑坦德，協助球隊成功護級。
在外闖西班牙5年後，拖拉度返回墨西哥加盟蓝十字（Cruz Azul）。

### 國家隊
拖拉度於1999年代表墨西哥U20參加在尼日利亞舉行的世青盃，雖然在16強以4-1淘汰阿根廷，但在八強卻以0-2受挫日本而出局。賽事結束後，同年6月首次代表大國腳迎戰阿根廷，其後代表國家隊出席2002年世界盃及2006年世界盃，而在馬基斯及柏維·柏度（Pável Pardo）缺陣時，拖拉度亦會戴上隊長臂章。
拖拉度以隊長身份帶領墨西哥到美國參加2009年美洲金盃，分組賽3戰2勝1和順利以首名出線，拖拉度在分組賽最後一場2-0擊敗瓜德羅普，於完半場前射入先拔頭籌；八強淘汰賽輕鬆以4-0掃走海地；準決賽對哥斯達黎加，加時後仍然1-1平手，墨西哥互射十二碼以5-3獲勝晉級決賽，拖拉度在對方列迪斯馬（Froylán Ledezma）射失後冷靜地射入已方的第三球；2009年7月26日決戰美國，上半場0-0平手，拖拉度於54分鐘射入十二碼先開紀錄後，墨西哥展開大屠殺，最終5-0大勝贏得冠軍。

## 榮譽
國家隊
- 洲際國家盃
  - 冠軍：1999年；
- 美洲金盃
  - 冠軍：2003年、2009年；

## 外部連結
- Football Database.com provides Gerardo Torrado's profile and stats （页面存档备份，存于）
- ESPNsoccernet:Gerardo Torrado
- fifa.com:Gerardo Torrado （页面存档备份，存于）